# بويرتا ديل سور (محطة مترو أنفاق مدريد)
بويرتا ديل سور (بالإسبانية: Puerta del Sur)‏ هي محطة مترو أنفاق في مدريد في إسبانيا، تقع على الخط رقم 10,12.